# Pierre Deley
Pierre Deley (Marseillan, 1 de diciembre de 1893 - Marseillan, 27 de febrero de 1981) es un piloto francés. 
Obtiene un certificado de piloto de caza en 1917, terminando la Primera Guerra Mundial con 5 victorias aéreas homologadas. Una vez terminada la contienda, forma parte de las Líneas Aéreas Latecoère en 1923, donde conoce, entre otros, a Didier Daurat, Jean Mermoz, Henri Guillaumet y Antoine de Saint-Exupéry.
Se integra en la llamada línea Aeropostale. Es nombrado jefe de aeropuerto en Mauritania. Crea y dirige entonces el aeropuerto de Port Etienne, punto sumamente aislado del recorrido aéreo. Muchas veces participa, desafiando el peligro, en la búsqueda de sus compañeros perdidos en el desierto, y en la recuperación de aviones dañados. Logra en particular, cjunto a Collet, la recuperación del equipaje de un buque cargo (el Falcon III), salvando de la muerte el capitán del barco y cinco miembros de la tripulación.
Es enviado más tarde como uno de los primeros pilotos en América del Sur, donde investiga la costa este de Brasil, entre Río de Janeiro y Natal, creando varios aeropuertos, como el de Santos, en condiciones sumamente difíciles. En agosto de 1929, es nombrado Jefe de Sector en Santiago de Chile, donde crea el aeropuerto de Colina.
Tras Mermoz y Guillaumet, fue el tercer piloto en cruzar los Andes, llegando después a realizar el trayecto más de 150 veces. Cuando Guillaumet desapareció en la cordillera, Deley fue uno de los pilotos que lo buscaron hasta su rescate.
Al crearse la compañía Air France en 1933 se traslada a Buenos Aires convirtiéndose en el representante de la compañía para Argentina y Chile.
Muere el 27 de febrero de 1981 en su pueblo natal de Marseillan.

## Películas
- En la película Les ailes du courage ("Las alas del valor"), realizada en 1995 por Jean-Jacques Annaud, que cuenta la vida  de Henri Guillaumet, el actor americano Ken Pogue interpreta el papel de Pierre Deley.